# Nacoleia rhoeoalis
Nacoleia rhoeoalis is een vlinder uit de familie van de grasmotten (Crambidae). De wetenschappelijke naam van de soort werd voor het eerst gepubliceerd in 1859 door Francis Walker.
De soort komt voor in Australië.